# 1er régiment de marche (1870)
Pour les articles homonymes, voir 1er régiment.
Le 1er régiment d'infanterie de marche (ou 1er régiment de marche) est un régiment d'infanterie français, qui a participé à la guerre franco-allemande de 1870.

## Création et différentes dénominations
- 15 août 1870 : formation du 1er régiment d'infanterie de marche
- 29 août 1870 : capitulation

## Historique
Le régiment est formé le 15 août 1870 au camp de Châlons, par regroupement des IVe bataillons des 1er, 6e et 7e régiments d'infanterie de ligne. Il est constitué de jeunes soldats (classe 1869) et de réservistes rappelés, tous peu entraînés, avec un effectif de cadres réduit. 
Il est affecté à la 1re brigade de la 2e division du 12e corps de l'armée de Châlons,. Cette brigade est dissoute le 29 août et le régiment passe à la 2e brigade (général Gandil) de la 2e division d'infanterie (général Pellé) du 1er corps (général Ducrot). Le bataillon du 1er régiment de ligne est versé au 74e de ligne (1re brigade de la 2e division du 1er corps) et les deux autres bataillons sont détachés au 78e de ligne (2e brigade de la 2e division du 1er corps).
Les soldats de l'ex 1er régiment de marche se distinguent négativement à la fin de la bataille de Sedan : selon l'historique de la 2e division du 1er corps, quand la 1re division (Conseil-Dumesnil) du 7e corps décroche sous la pression allemande, les soldats peu entraînés reçoivent l'ordre de s'avancer en tirailleurs pour couvrir le flanc de la 2e brigade de la 2e division du 1er corps au nord-ouest du bois de la Garenne mais se débandent et entraînent dans leur fuite vers Sedan le reste de la 2e division. Au soir de la bataille, les pertes du bataillon du 6e de ligne sont inconnues (sauf les officiers : un tué et deux blessés) mais le bataillon du 1er de ligne déplore environ 537 tués, blessés et disparus, tandis que le bataillon du 7e de ligne compte approximativement 186 pertes.